# Kyohei Yumisaki
Kyohei Yumisaki (født 30. oktober 1992) er en japansk fodboldspiller, som spiller for den japanske fodboldklub Kataller Toyama.